# まねきねこダックの歌
「まねきねこダックの歌」（まねきねこダックのうた）は、たつやくんとマユミーヌのシングル。

## 概要
- 医療保険「アフラック新EVER」（アメリカンファミリー生命保険会社）のCMソング。
- 「たつやくんとマユミーヌ」にとってデビューシングルであるが、マユミーヌにとっては3枚目のシングルである。
- 「たつやくん」こと増山達也は元AKB48の増山加弥乃の実弟。
- 音楽配信では累計100万ダウンロードを記録[1]。

## 収録曲
全編曲：祐天寺浩美
1. まねきねこダックの歌 / たつやくんとマユミーヌ
作詞・作曲：横尾嘉信
2. ボーイ ミーツ ガール / たつやくんとマユミーヌ
作詞・作曲：横尾嘉信
3. ポテトチップス プロポーズ / たつやくん
作詞：横尾嘉信・藤井亮、作曲：祐天寺浩美・横尾嘉信
4. まねきねこダックの歌（オリジナル・カラオケ）
5. ボーイ ミーツ ガール（オリジナル・カラオケ）
6. ポテトチップス プロポーズ（オリジナル・カラオケ）